# Olmo al Brembo
Olmo al Brembo je komuna (obec) v provincii Bergamo v italském regionu Lombardie, která se nachází asi 70 kilometrů severovýchodně od Milána a asi 45 kilometrů severně od Bergama.
Olmo al Brembo sousedí s následujícími obcemi: Averara, Cassiglio, Mezzoldo, Piazza Brembana, Piazzatorre, Piazzolo, Santa Brigida. Olmo al Brembo je starobylá vesnice postavená podél Strada Priula. Asi 15 kilometrů odtud je průsmyk San Marco, který spojuje údolí Val Brembana a Valtellina.